# FC Balzers
FC Balzers – klub piłkarski z Liechtensteinu, założony w 1932 roku. Klub jedenaście razy zdobył Puchar Liechtensteinu (ostatni raz w 1997 roku).

## Sukcesy
- 11-krotny zdobywca Pucharu Liechtensteinu: 1964, 1973, 1979, 1981, 1982, 1983, 1984, 1989, 1991, 1993, 1997

## Europejskie puchary
Legenda do wszystkich tabel:
- Q – runda eliminacyjna, 1/16, 1/8, 1/4, 1/2 – odpowiednia faza rozgrywek, Grupa – runda grupowa, 1r gr – pierwsza runda grupowa, 2r gr – druga runda grupowa, F – finał, R – runda, PO – play-off
- k. – rzuty karne, los. – losowanie, Dogr. – dogrywka, w. – zasada bramek strzelonych na wyjeździe

| Sezon   | Puchar                    | Runda | Klub              | Dom | Wyjazd | Ogólnie |
| ------- | ------------------------- | ----- | ----------------- | --- | ------ | ------- |
| 1993/94 | Puchar Zdobywców Pucharów | 1Q    | KS Albpetrol      | 3–1 | 0–0    | 3–1     |
| 1993/94 | Puchar Zdobywców Pucharów | 2Q    | CSKA Sofia        | 1–3 | 0–8    | 1–11    |
| 1997/98 | Puchar Zdobywców Pucharów | 1Q    | Budapesti Vasutas | 1–3 | 0–2    | 1–5     |